# Uliodon
Uliodon là một chi nhện trong họ Zoropsidae. Chi này được miêu tả năm 1873 bởi L. Koch.

## Các loài
- Uliodon albopunctatus L. Koch, 1873
- Uliodon cervinus L. Koch, 1873
- Uliodon ferrugineus (L. Koch, 1873)
- Uliodon frenatus (L. Koch, 1873)